# Poffertjes

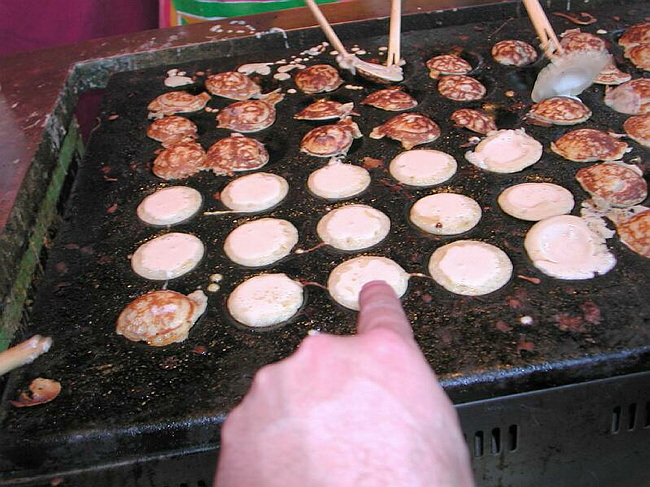
Poffertjes elaborant-se en una paella de ferro colat especial amb motlles apropiats.

Poffertjes [ˈpɔfərtjəs] és un dolç tradicional de la cuina neerlandesa elaborat amb una massa fregida. Els 'poffertjes' s'assemblen a petites tortitas, però són molt més dolces. Al contrari que els pancaques, els poffertjes se solen donar la volta abans que una cara s'hagi fet per complet, la qual cosa proporciona un interior amb una massa més suau que la que posseeixen aquells.

## Característiques
Els poffertjes se solen servir generalment amb sucre glasé espolvorejat per la seva superfície i amb una mica de mantega. Els poffertjes no solen ser difícils de preparar encara que és necessari tenir una paella especial per a la seva elaboració, sol ser de ferro colat o coure amb diverses estries en la seva part superior. En els grans restaurants, s'empren plaques especials per a la seva elaboració. En els restaurants és molt freqüent veure com els cuiners estan molt habituats a donar la volta amb una forquilla els poffertjes mentre aquests es van fent.
Els auténtics Nederlandse Poffertjes tenen una proporció de 1:1 entre la farina de blat i la farina de fajol. Els Poffertjes es poden cuinar també amb una masa sense levadura amb la que es redueix el temps d'espera, no obstant existeixen persones que afirmen que aquesta forma de preparació no és bona.
Se solen servir recentment fets amb alguns acompanyaments dolços, tals com el stroop (Melassa), slagroom (crema muntada) o maduixes, etc. Servit amb maduixes i crema se sol conèixer com 'Poffertjes à la Bill Clinton' en honor de la visita que va fer a la ciutat neerlandesa de Delft.